# Starship
Starship (/'stɑɹʃɪp/, đọc như XTA-síp) là tên lửa hạng siêu nặng được sản xuất bởi công ty SpaceX. Tên lửa được cấu tạo từ tầng tên lửa Super Heavy và tàu vũ trụ Starship, nhằm đạt được tải trọng cao cũng như chi phí vận hành thấp. Cả hai tầng tên lửa đều có khả năng đáp cánh và đưa 100 tấn lên quỹ đạo Trái Đất tầm thấp. Sau khi nạp nhiên liệu oxy lỏng và methan lỏng trên quỹ đạo, tàu vũ trụ sẽ bay được đến Mặt Trăng hoặc Sao Hỏa, cũng như các địa điểm khác trong Hệ Mặt Trời. Trước mắt, tên lửa Starship sẽ phóng các vệ tinh, sau đó phục vụ các khách du lịch vũ trụ và đáp phi hành gia trên Mặt Trăng trong chương trình Artemis. Trong tương lai xa hơn, tên lửa được kì vọng biến tham vọng định cư trên Sao Hỏa của công ty thành hiện thực, và thực hiện các chuyến bay xuyên lục địa Trái đất.
Hiện tại, tên lửa Starship dự định sẽ khởi hành tại SpaceX Starbase, Trung tâm Vũ trụ Kennedy, và hai bệ phóng ngoài khơi của công ty. Sau khi khai hỏa 33 động cơ Raptor, tầng Super Heavy tách ra khỏi tàu Starship ở trên không trung. Tầng tên lửa sau đó bay xuyên khí quyển và đáp xuống cặp thanh sắt tại tháp phóng. Trong lúc đó, tàu Starship khai hỏa ba động cơ Raptor Vacuum và tự đưa vào quỹ đạo. Kết thúc nhiệm vụ, tàu thâm nhập khí quyển và bảo vệ bản thân bằng tấm chắn nhiệt. Tàu vũ trụ sau đó lượn về khu vực đáp bằng hai đôi cánh tà, và khởi động ba đông cơ Raptor để đáp cánh theo phương dọc.
Năm 2005, SpaceX lần đầu đưa ra kế hoạch xây dựng tên lửa hạng nặng. Từ đó đến năm 2019, thiết kế và tên gọi của tên lửa được thay đổi thường xuyên. Vào tháng 7 năm 2019, Starhopper bay lên và đáp xuống từ độ cao 150 mét, trở thành mẫu tên lửa đầu tiên sử dụng động cơ Raptor. Vào tháng 5 năm 2021, tàu Starship có mã số SN15 bay đến độ cao 10 kilômét, chuyển sang rơi tự do và hạ cánh thành công sau bốn lần thất bại. Theo thông tin mới nhất vào tháng 2 năm 2022, tầng tên lửa BN4 và tàu vũ trụ SN20 sẽ thực hiện chuyến bay vũ trụ đầu tiên tại đầu năm 2022.

## Lịch sử dự án
Dự án xây dựng tên lửa Starship có nguồn vốn chính từ công ty SpaceX, với triết lý thử và làm lại nhằm cải tiến tên lửa nhanh nhất có thể. Vì vậy, công ty xây dựng và phóng nhiều mẫu tên lửa, giống như quá trình thiết kế tên lửa Falcon 9 trước đó. Các mẫu tên lửa trước tiên phải được kiểm tra độ bền bằng cách cho áp suất cao trong thùng nhiên liệu. Sau đó, động cơ của tên lửa khai hỏa và được kiểm tra lần cuối. Sau khi đạt hai bài kiểm tra trên, các tên lửa mẫu sẽ phóng lên các quỹ đạo khác nhau, tùy theo mục đích thử nghiệm.:15–19 Rất nhiều tư liệu của các cuộc thử nghiệm này đã được các phóng viên nghiệp dư đến quan sát trực tiếp và ghi lại.
Tuy nhiên, các hoạt động của dự án tại SpaceX Starbase đã làm ảnh hưởng đến cư dân tại Làng Boca Chica, Quận Cameron, Texas. Các đường cao tốc và đường bờ biển hay bị đóng nhằm phục vụ các lần kiểm tra của tàu Starship. Họ cũng kêu rằng kế hoạch của công ty xây dựng nhà máy nhiệt điện sử dụng khí gas sẽ hủy hoại đến môi trường xung quanh. Nhiều nhóm môi trường cho biết dự án Starship đã làm ảnh hưởng đến những vùng đất ngập nước xung quanh sân bay, là nơi sinh sống của nhiều loài động vật có nguy cơ tuyệt chủng. Nhân viên khu bảo tồn cho biết các loài vật sinh sống ở đó đã bị ảnh hưởng không nhỏ bởi các lần phóng thử nghiệm tên lửa.

### Các đồ án
Công ty SpaceX lần đầu đề cập đến đồ án tên lửa hạng nặng vào tháng 11 năm 2005. Tên lửa này sử dụng động cơ Merlin 2, là phiên bản lớn hơn của động cơ Merlin, và đưa được 100 tấn lên quỹ đạo Trái Đất tầm thấp. Tuy nhiên, đồ án của tên lửa nói trên không ghi rõ tên lửa có sử dụng lại được không. Sau đó, công ty tạo ra đồ án tên lửa khác có tên là Mars Colonial Transporter. Mặc dù có rất ít thông tin công khai về đồ án này, ta biết rằng tên lửa sử dụng động cơ Raptor để đốt nhiên liệu methan lỏng. Tàu ở trên tên lửa có thể chở 100 người hoặc 100 tấn đồ từ Trái Đất lên sao Hỏa.
Vào tháng 9 năm 2016, trước thềm Đại hội Vũ trụ Quốc tế lần thứ 67, động cơ Raptor khai hỏa lần đầu tiên. Trong bài diễn thuyết tại đại hội, Tổng giám đốc điều hành SpaceX và Kỹ sư trưởng Elon Musk công bố tên lửa Interplanetary Transport System. Cả hai tầng tên lửa được làm từ sợi carbon và có khả năng tái sử dụng. Tên lửa được thử nghiệm có khả năng phóng 300 tấn lên quỹ đạo Trái Đất tầm thấp, với cả hai tầng tên lửa khai hỏa động cơ Raptor đốt methan lỏng và oxy lỏng. Sau khi được phóng lên không gian, tàu có thể được nạp nhiên liệu và tăng tầm bay đến Sao Hỏa. Mặc dù tên lửa Interplanetary Transport System được trang bị với nhiều tính năng để giảm chi phí phóng, nhiều phóng viên cho rằng tiền tài trợ cho dự án chưa được giải thích một cách thỏa đáng. Mục đích duy nhất của tên lửa lúc đó là đưa phi hành đoàn đến định cư tại Sao Hỏa.
Tháng 9 năm 2017, vào Đại hội Vũ trụ Quốc tế lần thứ 68, Musk thông báo rằng thiết kế và tên của tên lửa đã được đổi thành Big Falcon Rocket. Tên lửa dự định có chiều cao 106 mét và rộng 9 mét, với khả năng phóng lên quỹ đạo tầm thấp bị giảm xuống 150 tấn. Số lượng động cơ tại tầng dưới tên lửa bị giảm xuống còn 31, và số động cơ của tàu vũ trụ bị giảm xuống còn sáu. Trong buổi thuyết trình, kế hoạch tài chính của dự án xây dựng tên lửa đã được trình bày cụ thể hơn. Một số các chức năng của tên lửa gồm có: dọn các mảnh vụn không gian, đưa vật phẩm trên Mặt trăng và bay xuyên lục địa Trái đất. Tuy nhiên, mục đích chính của tên lửa vẫn là đưa phi hành đoàn lên Sao Hỏa.
Tháng 9 năm 2018, nhà tỷ phú người Nhật Bản Maezawa Yusaku công bố chương trình du lịch vũ trụ DearMoon. Ông cùng với sáu đến tám nghệ sĩ sẽ tạo ra các tác phẩm nghệ thuật, trong khi tàu Starship đang bay quanh Mặt Trăng. Trong buổi thuyết trình trên, Musk cập nhật thiết kế tên lửa Big Falcon Rocket, với chiều cao 106 mét và đường kính 9 mét. Tàu vũ trụ được gắn hai cánh tà ở chóp tàu và ba cánh tà ở đuôi tàu, với bên trong đuôi là bảy động cơ Raptor. Các cánh tà nói trên sẽ điều khiển quá trình lượn của tàu vũ trụ và là chân để đáp cánh. Hai tháng sau, tháng 11 năm 2018, tầng tên lửa lần đầu được gọi là "Super Heavy" còn tàu vũ trụ được gọi là "Starship".

### Bay thử tầm thấp
Mẫu tên lửa thử nghiêm đầu tiên của công ty có tên là Starhopper. Tên lửa gồm có ba kiềng dọc thân và ngắn hơn nhiều so với tàu Starship. Tháng 4 năm 2019, tên lửa bị trói dây chặt và được khai hỏa động cơ Raptor hai lần. Hai tháng sau, tên lửa bay lần đầu lên 25 mét và di chuyển sang phương ngang đến bãi đáp. Tháng 8 năm 2019, tên lửa Starhopper bay lần cuối lên đến 150 mét và đáp tại cách điểm khởi hành 100 mét. Theo thông tin mới nhất vào tháng 8 năm 2021, tên lửa không còn được sử dụng tại sân bay Starbase, thay vào đó tên lửa được biến thành trạm phát thanh, khí tượng, và bể chứa nước.
Cùng khoảng thời gian trong 2019 SpaceX bắt đầu cấu thành bản mẫu Mk1 ở Boca Chica, Texas và Mk2 tại Cocoa, Florida, nhưng cả hai bản đều không bay thử tầm thấp. Mk1 được dùng để thử nghiệm áp suất bình trong khi Mk2 bị tháo dỡ trong vòng năm 2020. Sau này SpaceX dùng tên gọi "SN" cho mỗi bản Starship, viết tắt của "Serial Number". Từ SN1 cho đến SN4, không bản nào đã từng bay thử, SN1 và SN3 đều bị thủng thân sau khi thử áp suất (ngoại trừ SN2). SN4 bị nổ sau khi thử nghiệm động cơ lần thứ năm.
Bản mẫu SN5 là bản đầu tiên bay thử tầm thấp thành công vào ngày 5 tháng 8 năm 2020, bay lên tối đa 150m và hạ ở bãi đáp cách đó 100m. 1 tháng sau, SN6 cũng có chuyến bay thử tương tự. Cả 2 bản mẫu (và cả SN4) đều có cấu thành giống nhau, thân tàu tròn không có cánh tà và mũi chóp trên đỉnh, thay vào đó là một khối giả lập trọng lượng ở trên, và một động cơ Raptor ở dưới thân tàu. SN7 là bản mẫu dùng để thử áp suất lên thân tàu với chất liệu thép 304L

### Bay thử tầm cao

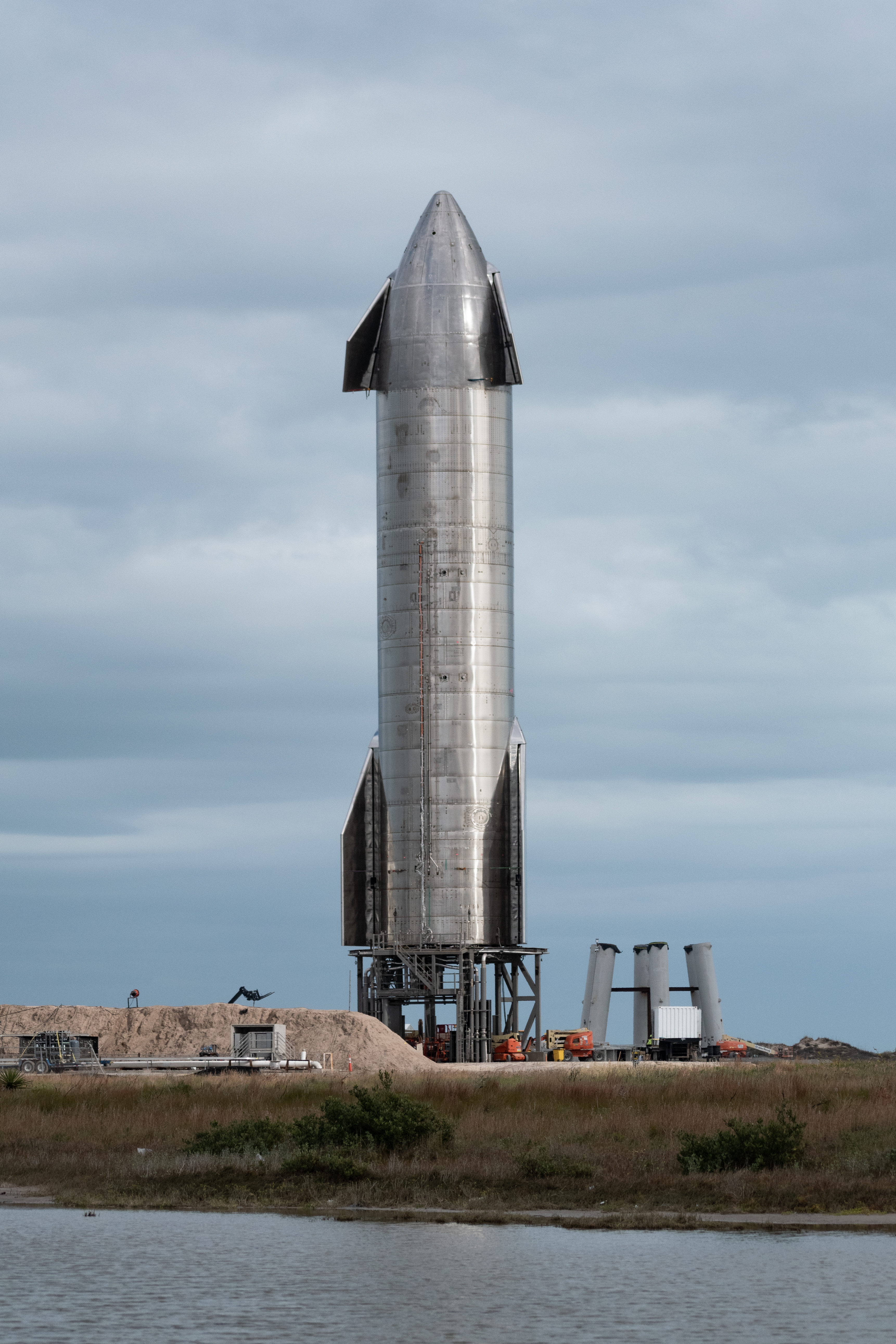
Starship SN9 trên bệ phòng với cánh tà khép vào, tháng 1/2021

SN8 là Starship đầu tiên được hoàn thiện giống như bản thiết kế (ngoại trừ 3 động cơ Raptor Vaccum). Bản mẫu này trải qua 4 lần thử động cơ trước khi bay thử tầm cao vào ngày 9 tháng 12 năm 2020, bay lên độ cao 12.5 km và dần tắt từng động cơ một trong khi phóng. Sau khi SN8 lượn ngang xuống và quay dọc lại, các động cơ bị cản lại do áp suất bình methane yếu, và khiến bản mẫu có một cú đáp mạnh vào bãi đáp và nổ tung. SpaceX bị thanh tra trong 2 tháng bới FAA, sau khi vi phạm các điều luật về thiệt hại do sóng xung kích gây ra.
SN9 bay thử tầm thấp vào ngày 2 tháng 2 năm 2021, lên độ cao 10 km, và sau đó bị hạ cánh mạnh vào bãi đáp trong tư thế nghiêng, do một động cơ không khai hỏa được. Một tháng sau, vào ngày 3 tháng 3, SN10 bay tương tự với độ cao của SN9, và hạ cánh thành công. Tuy nhiên, do cú hạ cánh tương đối mạnh khiến cho một càng đáp bị nát, và tàu nghiêng nhẹ, sau đó thì tàu nổ tung 10 phút sau hạ cánh, do một bình nhiên liệu bị rò rỉ. Ngày 30 tháng 3, SN11 bay cùng độ cao trong điều kiện sương mù dày và nổ tung trong khi hạ cánh.

## Thông tin kĩ thuật
Starship là tên lửa vũ trụ sử dụng lại được, với thiết kế nhằm giảm chi phí phóng hết mức có thể. Vì tên lửa có khả năng đưa 100 tấn lên đến quỹ đạo Trái đất tầm thấp, Starship được liệt vào hạng tên lửa siêu nặng. Tên lửa trong tư thế phóng nặng gần 5000 tấn, rộng 9 mét, và cao 120 mét. Với chiều cao này, Starship là tên lửa cao nhất thế giới, cao hơn 9 mét so với tên lửa Saturn V. Cả hai tầng Super Heavy và tàu vũ trụ Starship đều được lắp động cơ Raptor và Raptor Vacuum, nhằm đốt nhiên liệu methan lỏng và oxy lỏng đựng trong thùng. Khả năng đáp cánh của hai tầng làm từ thép không gỉ đã góp phần ảnh hưởng tới thiết kế của tên lửa Terran R của công ty Relativity và dự án Jarvis của công ty Blue Origin.

### Động cơ Raptor
Raptor là động cơ tên lửa được sử dụng trong tên lửa Starship, và đốt oxy lỏng và methan lỏng theo chu trình đốt gián đoạn và toàn bộ. Vì động cơ sử dụng hợp kim mới, áp suất trong buồng đốt chính có thể đạt tới 300 bar. Không chỉ vậy, động cơ Raptor có thể khai hỏa nhiều lần, với miệng xả được làm mát bằng nhiên liệu lạnh. Trong tương lai, động cơ dự kiến sẽ được sản xuất hàng loạt, với giá khoảng 230.000 đô la Mỹ một chiếc.
Raptor là động cơ theo chu trình chu trình đốt gián đoạn và toàn bộ duy nhất hiện đang được sản xuất. Liên Xô và Hoa Kỳ đã từng chế tạo các động cơ với chu trình như vậy, nhưng các động cơ nói trên chưa bao giờ được đưa vào trong tên lửa. Nói chung, động cơ tên lửa theo chu trình đốt nói trên gồm có hai buồng đốt trước được kết nối với tua bin bơm tương ứng. Sau khi nhận hỗn hợp giàu oxy hoặc giàu methan, buồng đốt trước một lượng nhỏ hỗn hợp và làm quay tua bin. Từ đó, nguyên liệu lỏng được bơm và đốt ở trong buồng đốt chính. Chu trình đốt này không phí một giọt nhiên liệu nào cả so với các chu trình động cơ khác. Chu trình này có thêm tác dụng phụ làm tăng áp suất buồng, làm động cơ hiệu quả và tạo ra nhiều lực đẩy hơn.
Động cơ Raptor dùng nhiên liệu methan do methan rẻ tiền, ít tích bồ hóng, sản xuất được trên Sao Hỏa dùng phản ứng Sabatier, cùng nhiều lý do khác. Trong buồng chính, động cơ đốt oxy trên methan theo tỉ lệ 3,6 : 1. Dù đốt hỗn hợp tỉ lệ 4 : 1 sẽ tạo ra nhiều xung lực nhất, động cơ chạy hỗn hợp như vậy sẽ bị nóng quá và hỏng. Động cơ Raptor sau khi đốt thải ra khí cacbon dioxide và nước, với một lượng nhỏ cacbon monoxide và nitơ monoxide. Khi động cơ chạy tại công suất tối đa, lửa thải ra tại miệng xả có thể dài tới 65 mét, dài hơn tàu vũ trụ Starship khoảng 15 mét. Khi nhiều động cơ được lắp thành chùm, lửa của các động cơ trong chùm không tương tác với không khí ngay lập tức. Vì vậy, lửa thải ra khỏi chùm sẽ dài hơn rất nhiều.
Từ các thông tin chung đó, công ty SpaceX sản xuất nhiều biến thể của động cơ Raptor. Động cơ Raptor thông thường có tỷ lệ diện tích họng trên diện tích miệng xả là 1:34. Động cơ Raptor Vacuum được thiết kế để khai hỏa trong không gian, nên động cơ được trang bị thêm miệng xả làm từ thép được hàn vảy. Từ đó, tỉ lệ diện tích họng trên diện tích miệng xả tăng lên thành 1:90 và xung lực đẩy riêng của động cơ tăng lên thành 380 giây. Raptor 2 là thế hệ thứ hai của các động cơ trên, với lực đẩy tăng lên thành 2,3 triệu newton và xung lực đẩy riêng bị giảm đi 3 giây. Không chỉ vậy, thiết kế của Raptor 2 đã được đơn giản hóa đi rất nhiều. Về lâu dài, SpaceX dự định sẽ sản xuất ba biến thể của động cơ Raptor: động cơ với khớp các đăng chuyên chạy trong khí quyển, động cơ vô khớp chuyên chạy trong khí quyển và động cơ vô khớp chuyên chạy trong không gian.

### Tầng Super Heavy

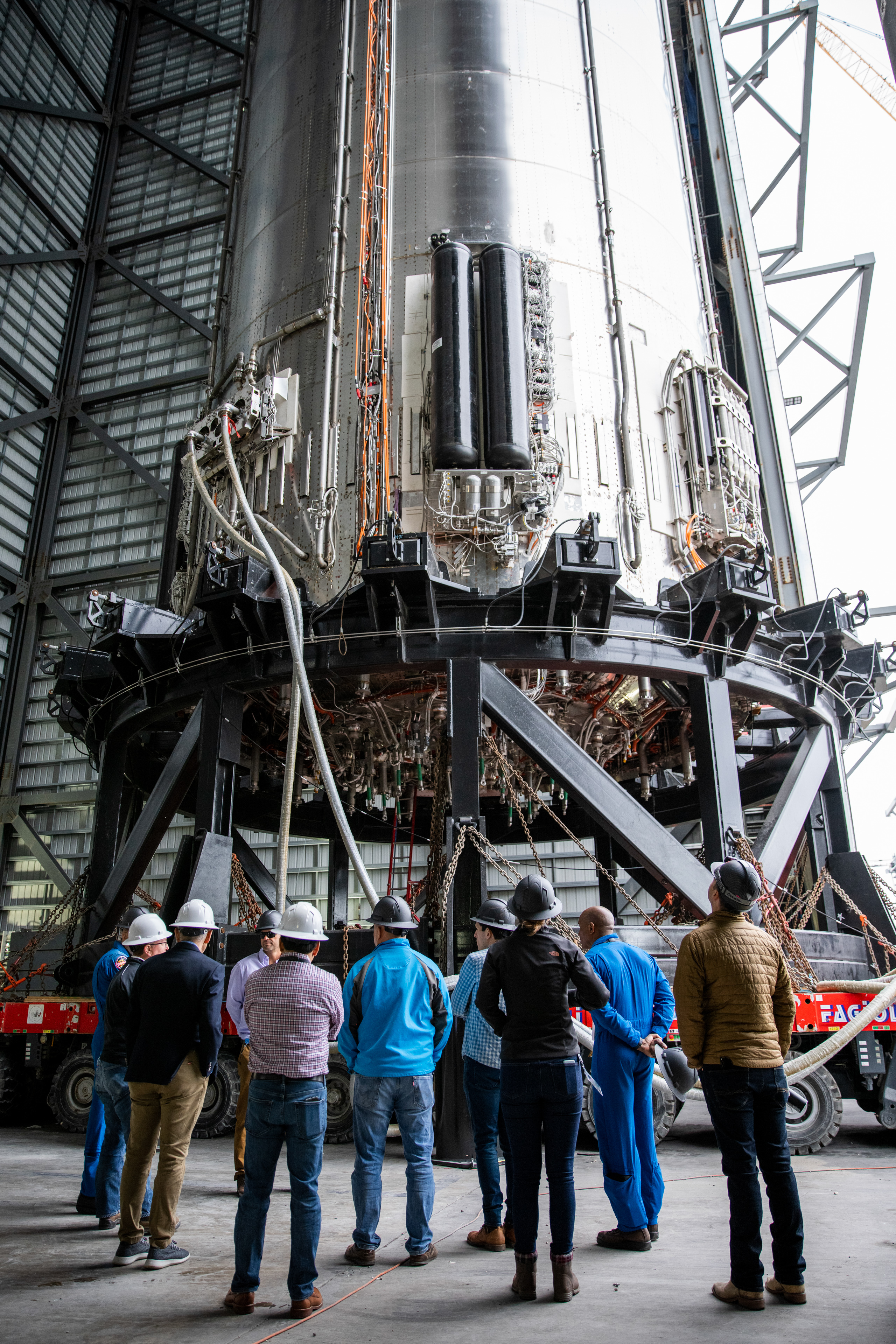
Mặt dưới tầng tên lửa Super Heavy

Super Heavy là tầng vũ trụ có chiều cao 70 mét, là phần dưới của tên lửa Starship. Cụm 33 động cơ Raptor lắp trong tầng có lực đẩy mạnh hơn gấp đôi so với tên lửa Saturn V. Tổng các thùng trong tầng Super Heavy chứa được khoảng 3600 tấn nhiên liệu, bao gồm 2800 tấn oxy lỏng và 800 tấn metan lỏng. Sau khi rút cạn nhiên liệu, khối lượng khô của tầng tên lửa nằm trong khoảng 160 tấn đến 200 tấn. Trong đó, thùng chứa nhiên liệu có trọng lượng rơi vào tầm 80 tấn, đầu ghép với tàu vũ trụ nặng 20 tấn, và hệ thống động cơ có trọng lượng là 2 tấn.
Tầng Super Heavy được trang bị bốn chiếc vây lưới nặng 3 tấn, mỗi chiếc chỉ xoay được theo trục vuông góc với điểm gắn. Để điều khiển độ chốc của tầng tên lửa dễ hơn, các vây lưới không được xếp cách đều nhau. Hệ thống vây lưới này có chức năng chính là điều khiển tầng tên lửa khi đang bay xuyên khí quyển, và đáp vào hai thanh sắt tại tháp phóng. Dù bắt tầng tên lửa như vậy đòi hỏi độ chính xác cao, chức năng này có thể làm giảm thời gian chuẩn bị và cho phép phóng tên lửa lại thường xuyên hơn. Để điều khiển hướng của tầng tên lửa, bộ động cơ nhỏ sẽ phụt nhiên liệu đã bốc hơi bên trong thùng chứa. Để tách ra khỏi tàu vũ trụ, tầng tên lửa quay động cơ của mình và thả chốt khi đạt lượng mô men cần thiết. Thao tác tách tàu này áp dụng định luật bảo toàn mô men động lượng ở trong không gian.

### Tàu vũ trụ Starship

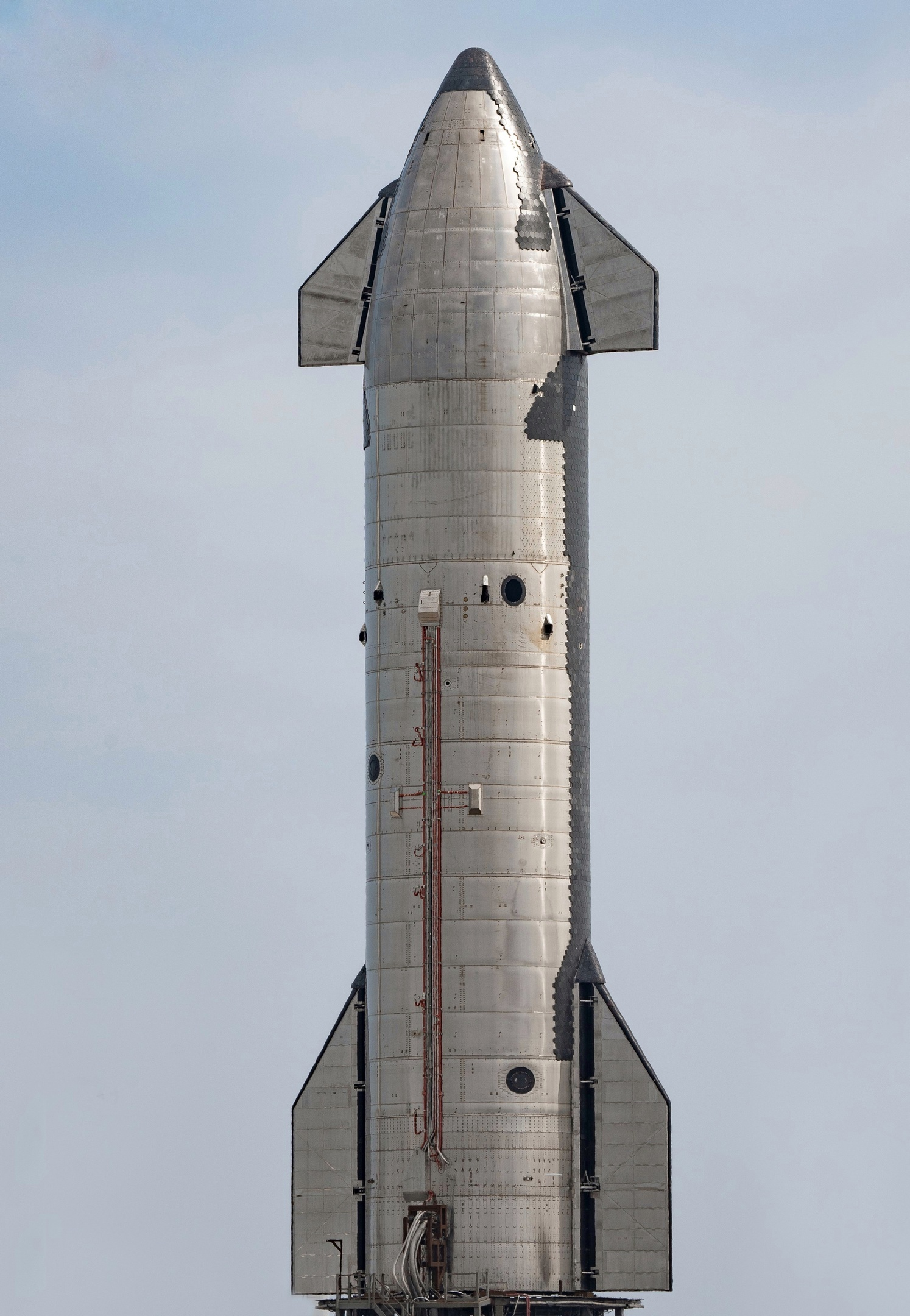
Mặt trần của tàu vũ trụ Starship

Starship là tàu vũ trụ có chiều cao 50 mét và khối lượng khô nhỏ hơn 100 tấn, là phần trên của tên lửa Starship cùng tên. Tàu chứa được khoảng 1200 tấn nhiên liệu oxy lỏng hoặc methan lỏng, với mỗi loại nhiên liệu được cho vào một thùng chính và thùng phụ tương ứng. So với cặp tùng nhiên liệu chính, cặp thùng nhiên liệu phụ được sử dụng để cấp nhiên liệu đáp cánh tàu. Sau khi được tiếp nhiên liệu từ các tàu Starship chở nhiên liệu khác, tầm của tàu vũ trụ được mở rộng đến Mặt Trăng, Sao Hỏa, và nhiều địa điểm khác trong Hệ Mặt trời. Ở đuôi tàu là sáu động cơ Raptor, gồm có ba động cơ Raptor chuyên chạy trong khí quyển và ba động cơ Raptor Vacuum chuyên chạy trong không gian.
Tàu Starship có bốn cánh tà để chỉnh hướng và vận tốc rơi. Hai cánh tà to hơn được gắn gần đuôi tàu, còn hai cánh tà bé hơn được gắn ở chóp tên lửa. Ở đấy, chóp của tàu vũ trụ được làm từ hai hàng thép được kéo giãn ra. Do khớp nối của các cánh tà dễ bị hỏng nhất khi thâm nhập khí quyển, các khớp được bịt kín bằng kim loại. Tấm chắn nhiệt của tàu dự tính sẽ được sử dụng nhiều lần và không cần sửa giữa các chuyến bay. Để đạt được mục tiêu nói trên, tấm chắn nhiệt được làm từ rất nhiều gạch hình lục giác và được gắn giãn cách nhau một chút nhằm tránh bị hỏng khi các viên bị giãn nở do nhiệt. Gạch hình lục giác ngăn plasma được tạo ra khi thâm nhập khí quyển làm hỏng, cho phép tàu chịu được đến nhiệt độ 1400 °C. Thể tích tải của tàu Starship rơi vào tầm 1000 mét khối, lớn hơn rất nhiều so với bất kỳ tàu vũ trụ nào khác.

### Các biến thể tàu
Tàu vũ trụ Starship chuyên chở hàng sẽ có một chiếc cửa lớn ở chóp tên lửa. Khi sử dụng, vệ tinh sẽ được cho vào khoang trong phòng sạch cấp 8 của Tổ chức tiêu chuẩn hóa quốc tế ISO. Vệ tinh sau đó có thể được gắn thẳng tại đế của khoang, hoặc tại thành bên cạnh bằng cái ngõng. Cách gắn cuối phù hợp hơn cho các hàng hóa phụ khi đi cùng với vệ tinh lớn hơn. Sau khi tàu lên đến quỹ đạo, tàu mở cửa và nhả các vệ tinh ra ngoài. Dùng cánh cửa nói trên, vệ tinh có thể được lấy về Trái Đất nếu cần thiết.
Tàu vũ trụ Starship có thể trở hành khách lên Mặt trăng, Sao Hỏa, và các điểm đến khác trong Hệ Mặt Trời. Không chỉ vậy, tàu chuyên trở hành khách có thể thực hiện các chuyến bay xuyên lục địa. Một tàu có thể chở đến 100 hành khách, với "buồng ngủ riêng, phòng sinh hoạt chung, kho lưu trữ, hầm tránh bức xạ và phòng kính". Hệ thống hỗ trợ sự sống trên tàu là loại "kín", nghĩa là vật chất ở trong tàu được tái sử dụng và tái chế liên tục. Còn lại, ta biết rất ít thông tin về các hệ thống khác của tàu.
Tàu vũ trụ Starship chuyên chở nhiên liệu sẽ được dùng để tăng tầm bay của các tàu khác. Theo Musk, để đưa một tàu Starship lên Mặt trăng, ta cần phóng tối đa bảy tàu chở nhiên liệu. Ý tưởng này được Musk trình bày vào tháng 9 năm 2019, bằng cách gắn đuôi của hai tàu vũ trụ vào nhau. Sau đó, cả hai tàu tăng tốc một chút về phía tàu chở nhiên liệu bằng các động cơ phụ, đẩy nhiên liệu vào tàu kia. Vào tháng 10 năm 2020, NASA trao cho SpaceX 53,2 triệu đô la Mỹ để chuyển thử 10 tấn nhiên liệu qua hai tàu vũ trụ Starship ở không gian.
Starship HLS là một biến thể tàu Starship nhằm để đáp trên Mặt Trăng trong chương trình Artemis, kế thừa chương trình Apollo. Tại chóp của tàu Starship HLS là các cửa sổ và cửa khóa khí, cùng với thang máy và hệ thống động cơ định hướng để hạ cánh trên Mặt Trăng. Tính năng quan trọng nhất của tàu là trọng tải rất lớn khi bay hai chiều giữa Trái Đất và Mặt Trăng. Trong một chuyến bay của chương trình Artemis, tàu sẽ bay trước phi hành đoàn tối đa một trăm ngày, và sau đó các tàu vũ trụ sẽ chuyển nhiên liệu vào tàu Starship HLS. Một biến thể khác của tàu từng dự kiến được sử dụng trong chương trình Dịch vụ Thương mại Tải lên Mặt Trăng. Chương trình sẽ chọn một trong số các công ty cạnh tranh với nhau để chở hàng hóa nghiên cứu, thám hiểm và thương mại hóa Mặt Trăng.

## Ứng dụng vào thực tiễn
Chi phí phóng tên lửa Starship ước tính rơi từ 2 triệu đô la theo Musk đến 10 triệu USD theo một nhà phân tích thị trường vệ tinh. Từ đó, tên lửa hứa hẹn mở rộng không gian đến nhiều ứng dụng và nhiều quốc gia. Tuy nhiên, Pierre Lionnet, giám đốc nghiên cứu tại Eurospace, cho rằng tầm quan trọng của chi phí phóng không đóng vai trò chính trong nhiều trọng tải, do chi phí sản xuất của các trọng tải nói trên nhiều hơn rất nhiều so với chi phí phóng lên không gian.

### Các vệ tinh nhân tạo

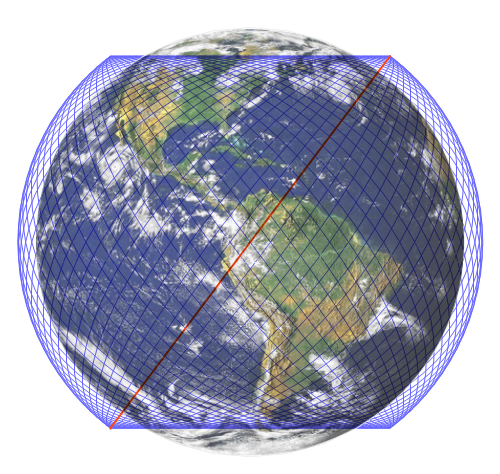
Hình minh họa 1584 vệ tinh Starlink bay quanh Trái đất, 22 vệ tinh trong một quỹ đạo, nhằm hình dung 400 vệ tinh mà tên lửa Starship phóng được

## Cơ sở hạ tầng
Công ty SpaceX hiện tại đang xây dựng nhiều bãi phóng tại sân bay vũ trụ SpaceX Starbase, Khu phóng 39A ở Trung tâm Vũ trụ Kennedy, và các bệ phóng ngoài khơi khác. Starbase, nằm ở phía đông thành phố Brownsville tại miền nam Texas, đóng vai trò là trung tâm điều phối xây dựng của tên lửa Starship và nơi thực hiện tất cả các chuyến bay thử nghiệm. Theo thông tin mới nhất vào tháng 8 năm 2021, Shyamal Patel là giám đốc điều hành của dự án Starship.

### Starbase
Cơ sở SpaceX Starbase tại Quận Cameron, Texas là tổng khu vực sản xuất và các bãi phóng tàu của công ty SpaceX. Với nhiều nhất 450 nhân viên làm việc toàn thời gian, cả hai khu vực tại cơ sở Starbase đều hoạt động không ngừng nghỉ. Cơ sở này cũng bao gồm cả tòa STARGATE của Đại học Texas Rio Grande Valley. Dù phần lớn tòa nhà nói trên được trường dùng cho nghiên cứu các công nghệ vũ trụ, một phần của tòa được công ty mướn thuê nhằm phục vụ dự án tên lửa. Cơ sở Starbase dự định sẽ có hai bãi phóng, hai cơ sở xếp hàng, nhà máy khử muối, nhà máy điện sử dụng khí tự nhiên, lọc khí, hóa lỏng nhiên liệu và nhà máy điện Mặt Trời.:30–34
Nguyên liệu thô chính của tên lửa Starship là thép không gỉ SAE 304L. Các cuộn thép khi nhập vào được cắt ra thành đoạn, rồi sau đó hàn theo mép cắt để tạo ra hình trụ. Mỗi vòng thép có đường kính 9 mét, cao 2 mét và nặng khoảng 1,6 tấn. Để xây thân tàu vũ trụ, ta cần mười bảy vòng thép và một chóp tên lửa. Các bộ phận nói trên được xếp và hàn với nhau, với vòm ngăn cách chia thể tích bên trong tàu thành các thùng nhiên liệu. Vì tên lửa rất phức tạp, các bộ phận được hàn bởi robot chuyên dụng với tốc độ mười phút một đường. Sau khi sản xuất xong, tàu được quét lần cuối bằng máy X-quang.
Một bãi phóng tại cơ sở Starbase bao gồm bệ phóng, tháp phóng và nhiều bồn chứa. Ở thành bệ phóng chứa hệ thống triệt tiếng ồn bằng nước và hai mươi cái kẹp để giữ tên lửa. Bên cạnh bệ phóng là tháp phóng làm từ giàn thép, với cột thu lôi tại đỉnh tháp và cặp thanh sắt bắt tầng tên lửa Super Heavy. Để phục vụ cho việc phóng tên lửa, ta cần tám bồn chứa: ba bồn ôxy lỏng, hai bồn methan lỏng, hai bồn nitơ lỏng và một bồn nước. Các bồn khác chứa khí methan, oxy, nitơ, heli và dầu thủy lực.:13

### Nơi phóng khác
Phobos và Deimos là các bệ phóng ngoài khơi chỉ dành cho tên lửa Starship. Trước khi công ty SpaceX mua các bệ phóng nói trên, các giàn khoan dầu nói trên thuộc sở hữu của công ty trách nhiệm hữu hạn Valaris và có tên là Valaris 8501 và Valaris 8500. Độ dài của cả hai dàn khoan là 78 mét và chiều rộng là 73 mét, với một góc chứa ở trên bãi đáp trực thăng. Bốn cột tại các góc của bệ phóng dài 15 mét và rộng 14 mét.
Trung tâm Vũ trụ Kennedy dự kiến sẽ phóng tên lửa Starship tại khu phóng 39A và 49. Khu phóng 39A đã từng là nơi phóng của tàu con thoi và tên lửa Saturn V, còn kế hoạch xây dựng khu phóng 49 đã tồn tại từ năm 2014. Hiện tại, theo thông tin mới nhất vào tháng 12 năm 2021, kế hoạch xây dựng nêu trên đang được NASA kiểm tra về mức độ ảnh hưởng tới môi trường. Tòa nhà Lắp ráp Phương tiện được chia thành bốn khu riêng, ba trong số đó được dùng bởi Hệ thống phóng tàu không gian SLS. Nếu Starship được cho phép phóng tại Trung tâm Vũ trụ Kennedy, công ty sẽ cần khu riêng tại tòa nhà nói trên để lắp ráp tên lửa.